# 桑佩尔德卡兰达
桑佩尔德卡兰达，是西班牙阿拉贡自治区特鲁埃尔省的一个市镇。总面积143平方公里，总人口971人（2001年），人口密度7人/平方公里。